# Миронов, Степан Антиохович
Степан Антиохович Миронов (август 1903, д. Афанасьево, Владимирская губерния — 1958) — советский партийный и государственный деятель, председатель Кустанайского облисполкома (1938—1940).

## Биография
Родился в августе 1903 года в деревне Афанасьево (ныне — в Вязниковском районе Владимирской области). В 1933 г. окончил Коммунистический университет имени Я. М. Свердлова.
До 1926 г. являлся секретарем фабрично-заводского комитета, заведующим хозяйственной частью фабрики «Советская» (Вязниковский уезд
Владимирской губернии)
- 1926—1929 гг. — секретарь комитета ВКП(б) текстильной фабрики (Владимирская губерния), ответственный секретарь волостного комитета ВКП(б) (Владимирская губерния)
- 1929—1931 гг. — заведующий организационным отделом Владимирского городского районного комитета ВКП(б),
- 1933—1937 гг. — начальник политического отдела мясосовхоза,
- 1937—1938 гг. — первый секретарь Тарановского районного комитета КП(б) Казахстана (Кустанайская область),
- 1938 г. — первый секретарь Фёдоровского районного комитета КП(б) Казахстана (Кустанайская область),
- 1938—1940 гг. — председатель исполнительного комитета Кустанайского областного Совета,
- 1941—1944 гг. — секретарь Жарминского районного комитета КП(б) Казахстана (Семипалатинская область),
- 1944 г. — секретарь Маканчинского районного комитета КП(б) Казахстана (Семипалатинская область),
- 1944—1948 гг. — председатель исполнительного комитета Октябрьского районного Совета[где?],
- 1948—1950 гг. — инструктор Семипалатинского областного комитета КП(б) Казахстана,
- 1950—1953 гг. — первый заместитель председателя исполнительного комитета Семипалатинского областного Совета.

## Награды и звания
Награждён орденом Трудового Красного Знамени.